# Heterocallia sinae
Heterocallia sinae là một loài bướm đêm trong họ Geometridae.